# Italiens Grand Prix 1962
Italiens Grand Prix 1962 var det sjunde av nio lopp ingående i formel 1-VM 1962.

## Resultat
1. Graham Hill, BRM, 9 poäng
2. Richie Ginther, BRM, 6
3. Bruce McLaren, Cooper-Climax, 4
4. Willy Mairesse, Ferrari, 3
5. Giancarlo Baghetti, Ferrari, 2
6. Joakim Bonnier, Porsche, 1
7. Tony Maggs, Cooper-Climax
8. Lorenzo Bandini, Ferrari
9. Nino Vaccarella, Scuderia SSS Republica di Venezia (Lotus-Climax)
10. Carel Godin de Beaufort, Ecurie Maarsbergen (Porsche)
11. Phil Hill, Ferrari
12. Masten Gregory, BRP (Lotus-BRM)
13. Dan Gurney, Porsche (varv 66, differential)
14. Ricardo Rodriguez, Ferrari (63, tändning)

### Förare som bröt loppet
- Innes Ireland, BRP (Lotus-Climax) (varv 45, upphängning)
- John Surtees, Reg Parnell (Lola-Climax) (42, motor)
- Roy Salvadori, Reg Parnell (Lola-Climax) (41, motor)
- Trevor Taylor, Lotus-Climax (25, växellåda)
- Tony Settember, Emeryson-Climax (18, motor)
- Maurice Trintignant, R R C Walker (Lotus-Climax) (17, elsystem)
- Jim Clark, Lotus-Climax (12, växellåda)

### Förare som ej kvalificerade sig
- Tony Shelly, Autosport Team Wolfgang Seidel (Lotus-BRM)
- Keith Greene, Gilby-BRM
- Gerry Ashmore, Gerry Ashmore (Lotus-Climax)
- Ian Burgess, Anglo-American Equipe (Cooper-Climax)
- Jo Siffert, Ecurie Filipinetti (Lotus-BRM)
- Ernesto Prinoth, Scuderia Jolly Club (Lotus-Climax)
- Roberto Lippi, Scuderia Settecolli (De Tomaso-OSCA)
- Jay Chamberlain, Ecurie Excelsior (Lotus-Climax)
- Nasif Estéfano, De Tomaso

## VM-ställning
| Förarmästerskapet 1. Graham Hill, BRM, 36 2. Bruce McLaren, Cooper-Climax, 22 3. Jim Clark, Lotus-Climax, 21 | Konstruktörsmästerskapet 1. BRM, 37 2. Lotus-Climax, 27 3. Cooper-Climax, 25 |